# Nicolae Coval
Nicolae Coval, Nikołaj Grigorjewicz Kowal (ros. Николай Григорьевич Коваль, ur. 6 grudnia?/19 grudnia 1904 w Kamionce w guberni podolskiej, zm. 15 stycznia 1970 w Kiszyniowie) – radziecki polityk, premier Mołdawskiej SRR w latach 1945–1946, I sekretarz KC Komunistycznej Partii (bolszewików) Mołdawii w latach 1946–1950.
W 1929 ukończył Odeski Uniwersytet Gospodarstwa Wiejskiego i został starszym agronomem w kołchozie k. Kotowska (do 1940), w 1939 wstąpił do WKP(b), w latach 1940–1945 był ludowym komisarzem rolnictwa Mołdawskiej SRR. Od 17 lipca 1945 do 18 lipca 1946 premier Mołdawskiej SRR, a od 20 lipca 1946 do 6 lipca 1950 I sekretarz KC Komunistycznej Partii (bolszewików) Mołdawii. W latach 1951–1960 pracował w instytucjach gospodarczych ZSRR, 1960-1967 zastępca prezesa Rady Ministrów Mołdawskiej SRR i przewodniczący Państwowej Komisji Planowania przy Radzie Ministrów Mołdawskiej SRR, od kwietnia 1967 na emeryturze. Deputowany do Rady Najwyższej ZSRR 2. i 3. kadencji, w latach 1961–1970 członek KC Komunistycznej Partii Mołdawii, 1965–1967 członek Biura KC KPM. Odznaczony dwoma Orderami Lenina i trzema Orderami Czerwonego Sztandaru Pracy.